# Andrena minutissima
Andrena minutissima là một loài Hymenoptera trong họ Andrenidae. Loài này được Osytshnjuk mô tả khoa học năm 1995.